# Sechspunktiger Putzläufer
Der Sechspunktige Putzläufer oder Sechspunkt-Glanzflachläufer (Agonum sexpunctatum) ist ein Käfer aus der Familie der Laufkäfer (Carabidae).

## Merkmale
Die Käfer erreichen eine Körperlänge von 7,0 bis 9,5 Millimetern. Ihr Körper ist metallisch gefärbt. Der Halsschild und der Kopf sind grün, die Deckflügel normalerweise rotgolden, mit grünem Saum, aber auch einfarbig grün, blau oder schwarz gefärbt. Die Deckflügel tragen im dritten Zwischenraum der Längsfurchen je sechs kleine Porenpunkte, denen die Art ihren deutschen Namen verdankt. Es treten jedoch auch Individuen mit vier bis acht solcher Punkte pro Deckflügel auf.

## Vorkommen und Lebensweise
Die Tiere sind in Europa, östlich bis in den Kaukasus und nach Sibirien verbreitet. In England tritt die Art nur selten auf. Man findet sie in Wäldern, am Rand von Feldern, auf Feldwegen, Wiesen, Mooren, Heiden und Ruderalflächen. Sie treten vom Flachland bis in Berglagen auf und bevorzugen sonnige und feuchtere Orte. Sie sind in Mitteleuropa häufig. Die Sechspunktigen Putzläufer leben verborgen, beispielsweise unter Moos und Steinen. Die Imagines überwintern, die Paarung findet im Frühjahr statt.

## Systematik
Aus der Literatur sind folgende Synonyme bekannt:
- Platynus mattosoi Paulino d’Oliveira, 1882
- Carabus sexpunctatum Linnaeus, 1758

## Belege